# Biatlon op de Paralympische Winterspelen 2006
De IXe Paralympische Winterspelen werden in 2006 gehouden in Turijn, Italië. Nederland nam niet deel aan deze Paralympische Spelen.
De 12.5 km stond dit jaar voor het eerst op het programma.
Bij de mannen werd gestreden op twee afstanden in drie klassen en bij de vrouwen werd gestreden op drie afstanden waarvan op één afstand in drie klassen op één afstand in 1 klasse en op één afstand in twee klassen.

## Mannen

### 7.5 km zittend
| Rank | Naam             | Land | Tijd    | Gemiste schoten |
| ---- | ---------------- | ---- | ------- | --------------- |
| 1    | Vladimir Kiselev | RUS  | 25:19.1 | 0               |
| 2    | Iurii Kostiuk    | UKR  | 25:49.5 | 2               |
| 3    | Sergiy Khyzhnyak | UKR  | 25:51.2 | 0               |

### 7.5 km blind
| Rank | Naam               | Land | Tijd    | Gemiste schoten |
| ---- | ------------------ | ---- | ------- | --------------- |
| 1    | Irek Mannanov      | RUS  | 20:54.1 | 2               |
| 2    | Vitaliy Lukyanenko | UKR  | 21:56.8 | 2               |
| 3    | Brian McKeever     | CAN  | 22:59.4 | 7               |

### 7.5 km staand
| Rank | Naam               | Land | Tijd    | Gemiste schoten |
| ---- | ------------------ | ---- | ------- | --------------- |
| 1    | Rustam Garifoullin | RUS  | 21:57.2 | 2               |
| 2    | Josef Giesen       | GER  | 24:29.8 | 1               |
| 3    | Nils Erik Ulset    | NOR  | 24:50.0 | 2               |

### 12.5 km zittend
| Rank | Naam              | Land | Tijd    | Gemiste schoten |
| ---- | ----------------- | ---- | ------- | --------------- |
| 1    | Vladimir Kiselev  | RUS  | 46:46.5 | 0               |
| 2    | Taras Kryjanovski | RUS  | 44:28.1 | 4               |
| 3    | Mikhail Terentiev | RUS  | 52:37.2 | 4               |

### 12.5 km blind
| Rank | Naam               | Land | Tijd    | Gemiste schoten |
| ---- | ------------------ | ---- | ------- | --------------- |
| 1    | Vitaliy Lukyanenko | UKR  | 36:54.9 | 2               |
| 2    | Irek Mannanov      | RUS  | 39:15.4 | 3               |
| 3    | Wilhelm Brem       | GER  | 42:49.6 | 5               |

### 12.5 km staand
| Rank | Naam               | Land | Tijd    | Gemiste schoten |
| ---- | ------------------ | ---- | ------- | --------------- |
| 1    | Rustam Garifoullin | RUS  | 37:26.1 | 4               |
| 2    | Alfis Makamedinov  | GER  | 43:51.2 | 1               |
| 3    | Nils Erik Ulset    | NOR  | 43:55.2 | 2               |

## Vrouwen

### 7.5 km zittend
| Rank | Naam               | Land | Tijd    | Gemiste schoten |
| ---- | ------------------ | ---- | ------- | --------------- |
| 1    | Olena Iurkovska    | UKR  | 28:03.4 | 0               |
| 2    | Svitlana Tryfonova | UKR  | 32:28.4 | 0               |
| 3    | Lyudmyla Pavlenko  | UKR  | 33:14.5 | 4               |

### 7.5 km blind
| Rank | Naam              | Land | Tijd    | Gemiste schoten |
| ---- | ----------------- | ---- | ------- | --------------- |
| 1    | Verena Bentele    | GER  | 31:54.9 | 5               |
| 2    | Miyuki Kobayashi  | JPN  | 32:19.2 | 2               |
| 3    | Elvira Ibraginova | RUS  | 22:59.4 | 3               |

### 7.5 km staand
| Rank | Naam             | Land | Tijd    | Gemiste schoten |
| ---- | ---------------- | ---- | ------- | --------------- |
| 1    | Alena Gorbunova  | RUS  | 26:42.2 | 1               |
| 2    | Anna Burmistrova | RUS  | 27:29.0 | 3               |
| 3    | Anne Floriet     | FRA  | 29:18.8 | 1               |

### 10 km zittend
| Rank | Naam               | Land | Tijd    | Gemiste schoten |
| ---- | ------------------ | ---- | ------- | --------------- |
| 1    | Olena Iurkovska    | UKR  | 35:09.1 | 6               |
| 2    | Lyudmyla Pavlenko  | UKR  | 38:11.0 | 5               |
| 3    | Svitlana Tryfonova | UKR  | 42:05.0 | 7               |

### 12.5 km blind
| Rank | Naam             | Land | Tijd    | Gemiste schoten |
| ---- | ---------------- | ---- | ------- | --------------- |
| 1    | Miyuki Kobayashi | JPN  | 49:04.5 | 1               |
| 2    | Tetyana Smyrnova | UKR  | 52:30.5 | 3               |
| 3    | Verena Bentele   | GER  | 52:33.5 | 9               |

### 12.5 km staand
| Rank | Naam             | Land | Tijd    | Gemiste schoten |
| ---- | ---------------- | ---- | ------- | --------------- |
| 1    | Anne Floriet     | FRA  | 47:45.1 | 3               |
| 2    | Yuliya Batenkova | UKR  | 48:47.4 | 4               |
| 3    | Shoko Ota        | JPN  | 52:36.2 | 4               |

## Deelnemende landen Biatlon 2006
- UKR
- RUS
- GER
- SVK
- FRA
- CAN
- DEN
- BLR
- FIN
- JPN
- ITA
- SUI
- AUT
- SWE
- NOR
- USA
- BUL
- POL
- AUS
- KAZ

Alpineskiën · Biatlon · Langlaufen · Rolstoelcurling · Sledgehockey
1988 · 1992 · 1994 · 1998 · 2002 · 2006 · 2010 · 2014 · 2018